# 圣弗朗西斯科 (帕拉伊巴州)
圣弗朗西斯科（葡萄牙語：São Francisco）是巴西帕拉伊巴州的一个市镇。总面积95.054平方公里，总人口3607人，人口密度37.9人/平方公里。